# 帕坎萨里体育场
帕坎萨里体育馆是一个位于印尼西爪哇省帕坎萨里的多用途体育馆。该体育场主要用于足球比赛，亦是伯希卡波茂物足球队用于取代旧主场伯希卡波体育场的新主场体育场。该体育馆可以容纳3万名观众。该足球场是2018年亚运会的男子足球比赛赛场之一。